# Брестский мир с УНР
Брестский мир (укр. Берестейський мир, нем. Brotfrieden — «хлебный мир») — сепаратный мирный договор, подписанный 27 января (9 февраля) 1918 года между Украинской Народной Республикой и Центральными державами в Брест-Литовске. Центральными державами признавался суверенитет УНР. В обмен на это УНР обязалась не вступать в союзы, направленные против Центральных держав, и поставлять Центральным державам продовольствие и сырьё.

## Октябрьская революция и вопрос о мире
25 октября (7 ноября) 1917 года в результате большевистского вооружённого восстания в России было свергнуто Временное правительство. 26 октября (8 ноября) Второй всероссийский съезд Советов принял Декрет о мире, в котором предложил всем воюющим государствам немедленно заключить перемирие и начать мирные переговоры. В ночь на 27 октября (9 ноября) съезд создал советское правительство — Совет Народных Комиссаров (Совнарком). Украинская центральная рада осудила восстание в Петрограде, отказалась признавать власть Совнаркома и заявила о намерении «упорно бороться со всеми попытками поддержки этого восстания на Украине». 7 (20) ноября по решению Малой рады был принят Третий Универсал, в котором провозглашалось создание Украинской Народной Республики в федеративной связи с Российской республикой. Было заявлено о включении в состав УНР территорий, большинство населения которых составляют украинцы: Киевской, Волынской, Подольской, Херсонской, Черниговской, Полтавской, Харьковской, Екатеринославской губерний и уездов Северной Таврии (без Крыма).
9 (22) ноября 1917 года Совнарком отстранил от должности Верховного главнокомандующего генерала Н. Духонина, который отказался выполнить указание Совнаркома и начать мирные переговоры с австро-германским командованием.
20 ноября (3 декабря) делегация Совнаркома начала в Брест-Литовске мирные переговоры с делегацией австро-германского блока, в состав которой входили также представители Болгарии и Турции. Тем временем, после захвата большевиками Ставки Верховного главнокомандующего в Могилёве, военные представители союзников перебрались оттуда в Киев, рассчитывая на сохранение до весны хотя бы украинской части российского фронта.
Лидеры Украинской центральной рады действительно намеревались выполнять военные обязательства перед Антантой, однако Всеукраинская рада войсковых депутатов потребовала от Генерального секретариата немедленно приступить к разрешению вопроса о мире в согласии с народными комиссарами и демократами других частей России, и Малая рада 21 ноября (4 декабря) была вынуждена принять постановление об участии её представителей в делегации от Юго-Западного и Румынского фронтов на переговорах о перемирии и об обращении с предложением мирных переговоров к Антанте и Центральным державам.
О присоединении представителей УЦР к уже начавшимся брестским переговорам речи не было — напротив, украинские лидеры выразили намерение не только начать самостоятельные переговоры от имени Рады, но и обособиться в военном отношении, вычленив из общероссийского отдельный Украинский фронт «для лучшего претворения в жизнь дела временного перемирия и для защиты Украины». Вечером 23 ноября (6 декабря) генеральный секретарь (министр) по военным делам С. Петлюра известил по прямому проводу советского Верховного главнокомандующего Н. Крыленко об одностороннем выводе войск Юго-Западного и Румынского фронтов из-под управления революционной Ставки и объединения их в самостоятельный Украинский фронт Действующей армии УНР, который возглавил генерал от инфантерии Д. Г. Щербачёв, бывший командующий Румынским фронтом. Крыленко не стал комментировать это решение, передав Петлюре «для согласования действий» текст уже подписанного советской делегацией договора о перемирии. На следующий день Крыленко получил по прямому проводу указание от наркома Троцкого начать немедленную подготовку и выдвижение вооружённых отрядов против белоказаков Дона — и в связи с этим ему было поручено «запросить Украинскую Раду, считает ли она себя обязанной оказывать содействие в борьбе с Калединым или же намерена рассматривать продвижение наших эшелонов на Дон как нарушение своих территориальных прав». Одновременно главковерху поручалось пригласить представителя УНР в состав «общероссийской мирной делегации», которая после объявленного 22 ноября (5 декабря) перерыва должна была продолжить переговоры о перемирии с государствами Четверного союза. Крыленко вечером 24 ноября (7 декабря) попросил Петлюру дать «ясный и точный» ответ на вопрос о пропуске советских войск на Дон. Но Петлюра уклонился от ответа, пообещав сообщить решение Генерального секретариата (правительства) позже.
Генеральный секретариат по докладу Петлюры постановил отказать в пропуске советских войск и решил искать соглашения с Донским правительством, ссылаясь на будто бы полученные от Каледина обещания прекратить преследования донецких шахтёров.
Правительство Центральной рады не спешило реагировать и на предложение направить своих представителей в Брест — по-видимому, оно рассчитывало на согласованное выступление с правительствами других отделившихся от России республик и областей, которым Генеральный секретариат направил своё собственное предложение (ответа на него так и не было получено).
Тем временем с согласия союзнических миссий 26 ноября (9 декабря) генерал Щербачёв заключил перемирие между объединёнными русско-румынскими и германо-австрийскими войсками.
Лишь 28 ноября (11 декабря) после дополнительного напоминания из Ставки правительство Центральной рады назначило на переговоры о перемирии не делегатов, а наблюдателей «для информации и контроля, чтобы перемирие было заключено по возможности в соответствии с нашей платформой и не во вред Украинской Народной Республике». Конференция по перемирию возобновилась 29 ноября (12 декабря). Украинские наблюдатели — депутат УЦР, украинский социал-демократ Н. Г. Левицкий, лидер Национально-революционной партии, член Малой рады Н. М. Любинский и капитан Г. В. Гасенко, адъютант генерального секретаря по военным делам Петлюры, прибыли в Двинск, к пункту перехода через линию фронта, 1 (14) декабря, накануне завершения переговоров.
2 (15) декабря в Бресте на переговорах советской делегации с представителями австро-германского блока было заключено перемирие, приостановившее военные действия на фронте на 28 дней начиная с 4 (17) декабря.
Украинские наблюдатели всё же приняли решение ехать дальше, в Брест, чтобы выяснить важные для них вопросы — в частности, распространялось ли на украинизированные части условие о непереброске войск с одного фронта на другой. Правительства Центральных держав до того момента не принимали УНР во внимание в качестве субъекта переговоров. Но с прибывшими в Брест представителями командующий Восточным фронтом принц Леопольд Баварский и его начальник штаба генерал-майор Макс Гофман, возглавивший на переговорах о перемирии все делегации Четверного союза, встретились и расспросили их о состоянии и составе украинской армии. Австрийцы, в частности, интересовались позицией правительства УНР в вопросе о Восточной Галиции и Северной Буковине. Украинские представители, согласно их докладу Генеральному секретариату, заявили делегатам Центральных держав о непризнании Совнаркома правомочным заключать мир от имени всей России, на что германская сторона, желая прояснить для себя статус новопровозглашённого государства, заметила, что не имеет официального уведомления о создании УНР, а потому должна считать делегатов от Совнаркома представителями всей России. В 1919 году генерал Гофман заявит в интервью газете «Дейли Мейл»: «В действительности Украина — это дело моих рук, а вовсе не плод сознательной воли русского народа. Я создал Украину для того, чтобы иметь возможность заключить мир хотя бы с частью России».
Оставив Любинского наблюдателем в Бресте, украинцы вернулись в Киев за инструкциями. 7 (20) декабря у рейхсканцлера Г. Гертлинга состоялось совещание с представителями парламентских партий, где выступил статс-секретарь ведомства иностранных дел Р. фон Кюльман, которому предстояло возглавить германскую делегацию на переговорах о мире. Выступление было сформулировано так, чтобы исключить какие-либо обвинения во вмешательстве во внутренние дела России, поскольку федералистские декларации УНР не позволяли считать её полностью самостоятельным государством. Как заявил Кюльман, «императорское правительство намерено признать независимость Финляндии и Украины лишь в том случае, если такое признание последует со стороны русского правительства».
Что касается Генерального секретариата, то там не было ещё готовности к немедленному миру с Четверным союзом. Напротив, украинские социал-демократы и социалисты-федералисты, преобладавшие в правительстве, всё ещё рассчитывали занять место среди государств Антанты. Для этого, однако, следовало поддерживать боеспособность фронта, проходящего по территории Украины. Провозглашение самостоятельности Украинского фронта и вторжение украинских властей в непосредственное управление фронтами и армиями привело к дезорганизации и путанице, подрыву системы единоначалия, а не к сплочению частей и повышению их боеспособности — так, например, на Румынском фронте 8-я армия не признала своей принадлежности к УНР. Чрезвычайный съезд Юго-Западного фронта, состоявшийся 18-24 ноября (1-7 декабря), не согласился с переходом в подчинение украинским властям, а в вопросе о политической власти высказался за Советы солдатских, рабочих и крестьянских депутатов в центре и на местах. Исполнявший должность командующего Юго-Западным фронтом генерал Н. Н. Стогов, обеспокоенный положением на передовой, сообщал в Киев, что «русские части угрожают бежать с Украинского фронта. Катастрофа не за горами» — в войсках Румынского и Юго-Западного фронтов этнические украинцы насчитывали не более трети личного состава.

## Конфликт между Советской Россией и Центральной радой
4 (17) декабря Совнарком направил открывающемуся в Киеве I Всеукраинскому съезду Советов «Манифест к украинскому народу с ультимативными требованиями к Центральной раде», которым заявлял о безусловном признании всего, что касается национальных прав и национальной независимости украинского народа, и о признании УНР и её права «совершенно отделиться от России или вступить в договор с Российской Республикой о федеративных или тому подобных взаимоотношениях между ними». При этом в документе содержалось требование к УЦР прекратить дезорганизацию единого общего фронта и пропуск через подконтрольную УЦР территорию войсковых частей, уходящих с фронта на Дон, Урал, в другие регионы России, прекратить разоружение советских полков и рабочей Красной гвардии на Украине, а также «оказывать содействие революционным войскам в деле их борьбы с контрреволюционным кадетско-калединским восстанием». Совнарком заявлял, что в случае неполучения удовлетворительного ответа на предъявленные требования в течение сорока восьми часов он будет считать Раду в состоянии открытой войны против Советской власти в России и на Украине. Генеральный секретариат отверг эти требования и выдвинул свои условия: признание УНР, невмешательство в её внутренние дела, участие УНР в общих переговорах о мире.
Несмотря на такое обострение отношений, Троцкий 8 (21) декабря перед началом мирных переговоров на запрос А. А. Иоффе об отношении к Украине ответил: «Что касается представителей Рады, то необходимо по возможности столковаться с ними по представительству их. Они объявили себя самостоятельной Украинской республикой, но фронт остаётся пока что общим и разделение внешней политики не проведено… Если они откажутся войти в общую делегацию, ввиду возможных заявлений с их стороны, имейте в виду, что мы формально признали в своих заявлениях существование Украинской республики, хотя границы её ещё не определены».
9 (22) декабря между делегациями Советской России и Центральных держав начались переговоры о подписании мира.
Тем временем 8-9 (21-22) декабря Генеральный секретариат и Малая рада постановили участвовать в начинавшихся мирных переговорах, хотя это противоречило как ранее заявленному намерению правительства УЦР наследовать прежним союзническим отношениям России, так и предлагавшейся идее заключения мира будущим федеративным общероссийским правительством. К такому решению киевское руководство подталкивали, в частности, сигналы, которые приходили в Киев от членов эмигрантского Союза освобождения Украины — по их мнению, необходимо было немедленно вступить в переговоры с Центральными державами, поскольку в противном случае сепаратный мир, который Советская Россия заключит без участия Украины, может значительно укрепить Совнарком в качестве единственного правомочного правительства бывшей Российской империи. Эту точку зрения охотнее других приняли украинские эсеры. Украинские социал-демократы и социалисты-федералисты, оказавшись перед фактическим развалом фронта, массовыми антивоенными настроениями и отсутствием реакции потенциальных партнёров на предлагавшуюся Центральной радой идею федерации, также вынуждены были склониться к идее мирных переговоров, пытаясь в официальных декларациях совместить эту новую ориентацию с прежней.
В Киеве было решено направить всем воюющим и нейтральным державам ноту, в которой заявлялось, что участие в будущей Российской федерации является целью украинской политики, но, пока такой федеративный союз не создан, Украинская республика «становится на путь самостоятельных международных отношений» и потому «должна принять участие наравне с другими государствами во всех мирных переговорах» и не признает мира, если Советская Россия подпишет этот договор без неё. 11 (24) декабря правительство определилось с составом делегации во главе с генеральными секретарями Н. В. Поршем и В. А. Голубовичем.
11−12 (24−25) декабря в Харькове состоялся альтернативный Первый Всеукраинский съезд Советов рабочих, солдатских и крестьянских депутатов. Съезд объявил о роспуске Центральной рады и её правительства — Генерального секретариата, отменил все их решения и провозгласил Украину советской республикой (республикой Советов рабочих, крестьянских, солдатских и казачьих депутатов).
17 (30) декабря было сформировано правительство Украинской Народной Республики Советов — Народный секретариат.
14 (27) декабря, когда ЦИК Советов Украины ещё только формировал Народный секретариат, пришла телеграмма Совета народных комиссаров, в которой ставился вопрос о посылке мирной делегации Народного секретариата в Брест.
Провозглашение советской власти в Харькове и занятие большевиками ряда промышленных центров на территории Восточной и Южной Украины при сохранении в Киеве Центральной рады, оспаривавшей законность большевистского правительства, неизбежно вело к переходу борьбы за власть на Украине между большевиками и Центральной радой в острую фазу.
19 декабря 1917 (1 января 1918) года Совет народных комиссаров РСФСР признал Народный секретариат УНРC единственным законным правительством Украины. 4 (17) января 1918 года было принято решение о вооружённом наступлении на войска Центральной рады.

## Мирные переговоры
12 (25) декабря 1917 года советская делегация предложила объявить десятидневный перерыв, в ходе которого можно было бы попытаться привести страны Антанты за стол переговоров.
22 декабря 1917 (4 января 1918) года германский канцлер Г. фон Гертлинг сообщил в своём выступлении в Рейхстаге, что в Брест-Литовск прибыла делегация Украинской центральной рады во главе с Всеволодом Голубовичем. Германия согласилась начать сепаратные переговоры с украинской делегацией, надеясь использовать это как рычаг и против Советской России, и против своего союзника — Австро-Венгрии. Украинские дипломаты, которые вели предварительные переговоры с немецким генералом М. Гофманом, начальником штаба германских армий на Восточном фронте, вначале заявляли о претензиях на присоединение к Украине Холмщины (входившей в состав Польши, оккупированной в ходе военных действий немецкими войсками), а также австро-венгерских этнически украинских территорий — Буковины и Восточной Галиции. Гофман, однако, настоял на том, чтобы они снизили свои требования и ограничились одной Холмщиной, согласившись на то, чтобы Буковина и Восточная Галиция образовали самостоятельную австро-венгерскую коронную территорию под владычеством Габсбургов. Именно эти требования украинская делегация отстаивала в своих дальнейших переговорах с австро-венгерской делегацией. Переговоры с украинцами затянулись так, что возобновление переговоров с российской делегацией пришлось перенести на 27 декабря 1917 (9 января 1918) года.
На второе после возобновления переговоров заседание с участием российской делегации, состоявшееся 28 декабря 1917 (10 января 1918) года, немцы пригласили и украинскую делегацию. Её председатель В. А. Голубович огласил декларацию Центральной рады о том, что власть Совнаркома Советской России не распространяется на Украину, а потому Центральная рада намерена самостоятельно вести мирные переговоры. Р. фон Кюльман обратился к Л. Д. Троцкому, возглавившему советскую делегацию с 27 декабря 1917 (9 января 1918) года, с вопросом, намерен ли он и его делегация и впредь быть в Брест-Литовске единственными дипломатическими представителями всей России, а также следует ли считать украинскую делегацию частью русской делегации или же она представляет самостоятельное государство. Троцкий знал о том, что Рада фактически находится в состоянии войны с РСФСР, однако согласился рассматривать делегацию Украинской Центральной рады как самостоятельную, чем фактически сыграл на руку представителям Центральных держав и дал Германии и Австро-Венгрии возможность продолжать контакты с Украинской Центральной радой, в то время как переговоры с Советской Россией ещё два дня топтались на месте.
30 декабря 1917 (12 января 1918) года министр иностранных дел Австро-Венгрии граф Оттокар Чернин заявил от лица Четверного союза о формальном признании делегации УНР самостоятельной делегацией и полномочным представителем «самостоятельной Украинской Народной Рады», но отказался обсуждать на мирных переговорах вопросы Галиции, Буковины и Закарпатья, рассматривая их как внутреннее дело Габсбургской монархии. В то же время представители Центральных держав признали, что Холмщина и Подляшье должны будут войти в состав УНР.

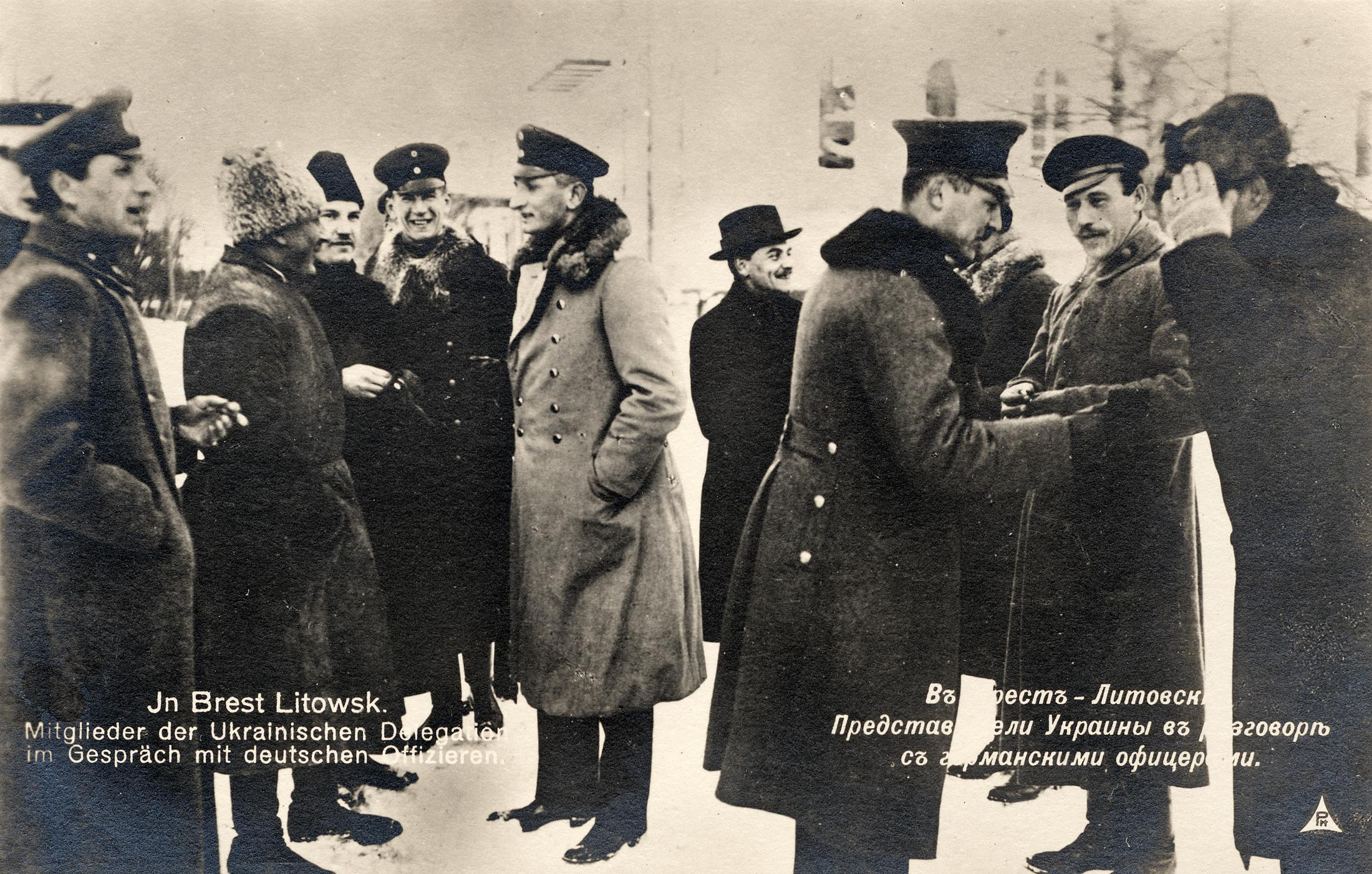
Делегаты от УНР и Тройственного союза, в ходе разработки соглашения, начало февраля 1918 года

Вернувшись 7 (20) января 1918 года в Киев, Вячеслав Голубович убеждал Центральную Раду в необходимости провозгласить независимость и пойти на немедленный мир с германским блоком. Он заверял, что немецко-австрийский альянс отдаст независимой Украине часть оккупированной немецкими войсками Волыни, районы Холмщины и Подляшья, решит болезненный вопрос принадлежности Галичины, окажет финансовую, дипломатическую и военную поддержку УНР. Часть политиков Центральной Рады склонялась к провозглашению полной независимости УНР как к мере вынужденной, которая способна остановить наступление советских войск. В то же время с провозглашением независимости появлялась надежда разыграть карту неучастия независимой Украины в мировой войне, заявив, что «независимая Украина войны в 1914 году не объявляла и поэтому не будет её продолжать».
В ночь на 9 (22) января Центральная Рада под давлением фракции украинских эсеров приняла IV Универсал, которым УНР провозглашалась «самостоятельным, ни от кого не зависимым, свободным, суверенным государством украинского народа». Одним из положений IV Универсала новому правительству УНР — Совету народных министров — предписывалось в первоочередном порядке «с этого дня вести уже начатые им переговоры о мире с Центральными державами совершенно самостоятельно и довести их до конца, невзирая ни на какие препоны со стороны каких-либо других частей бывшей Российской империи, и установить мир…». В Брест-Литовск отправилась новая украинская делегация, которую на этот раз возглавил Александр Севрюк.
Тем временем в тылу Центральных держав положение обострялось. Затягивание мирных переговоров и ухудшение продовольственной ситуации в Германии и Австро-Венгрии привело к резкому росту забастовочного движения, которое в Австро-Венгрии переросло во всеобщую забастовку. В ряде районов начали появляться первые Советы по российскому образцу. Лишь 9 (22) января, получив от правительства обещания подписать мир с Россией и улучшить продовольственную ситуацию, стачечники возобновили работу.
16 (29) января в Киеве вспыхнуло большевистское восстание, подавленное войсками Центральной рады к 22 января (4 февраля). Однако советские войска находились уже на подступах к Киеву. К 23 января (5 февраля) власть Центральной Рады распространялась только на Киевщину, на отдельные уезды Волынской и Подольской губерний.

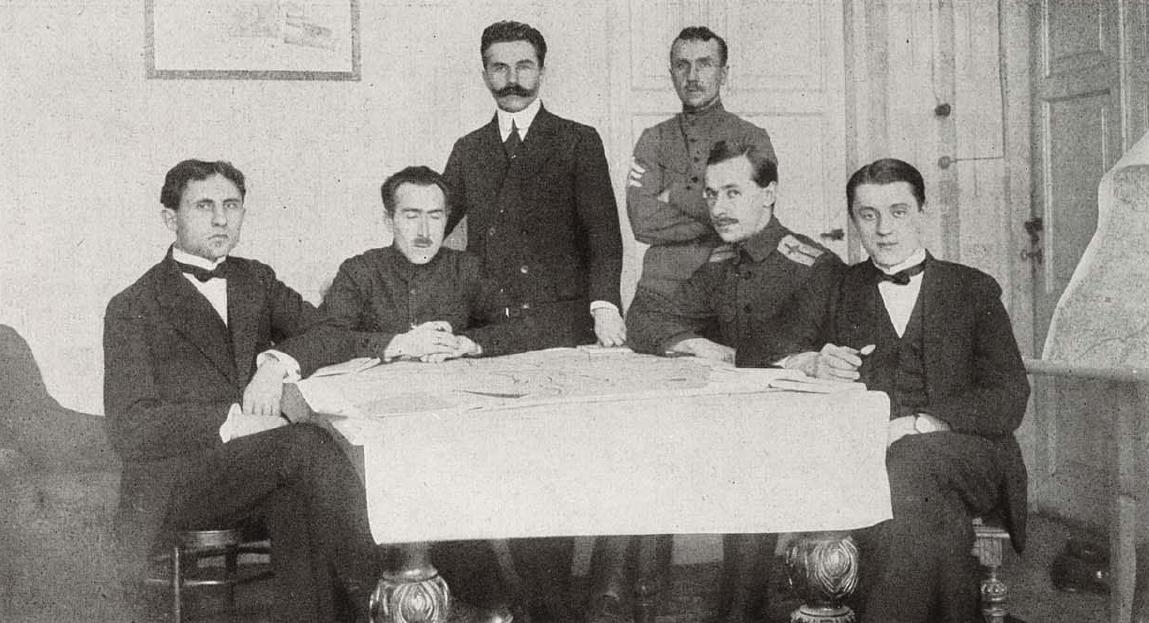
Украинская делегация в Брест-Литовске

К 17 (30) января, когда мирная конференция возобновила работу, в Брест прибыли представители украинского советского правительства (председатель Всеукраинского ЦИК Е. Г. Медведев и народный секретарь военных дел украинского советского правительства В. М. Шахрай) и выступили со своей декларацией, однако в ответ Чернин заявил, что 30 декабря 1917 (12 января 1918) года на пленарном заседании Германия и Австро-Венгрия уже признали делегацию Центральной рады самостоятельной и правомочной представлять УНР и теперь «вынуждены признать УНР как свободное суверенное государство, вполне правомочное вступать в международные сношения». Троцкий официально уведомил партнеров, что Россия не признает сепаратных соглашений между Центральной Радой и Центральными державами. Тогда делегат от Рады Микола Любинский яростно накинулся на Троцкого и советское правительство, обвиняя их в попрании суверенных прав Украины и насильственном установлении советской власти в Харькове и Киеве.
Тем не менее январское восстание в Киеве поставило Германию в затруднительное положение, и теперь уже германская делегация потребовала перерыва в заседаниях мирной конференции. 21 января (3 февраля) фон Кюльман и Чернин выехали в Берлин на совещание с генералом Людендорфом, где обсуждался вопрос о возможности подписания мира с правительством Центральной рады, не контролирующим ситуацию на Украине.
Граф Оттокар Чернин, вспоминая тот период, говорил, что ещё 25 января (7 февраля) дипломаты задавали себе вопрос: чья власть в Киеве и кто реальный хозяин Украины? Троцкий уже заявил, что советские части заняли Киев и всю Украину и что делегация УНР не может представлять интересы Украины на переговорах. В то же время украинцы в Бресте настаивали на том, что Киев ещё удерживают войска УНР и что заявления командующего советскими войсками Муравьёва и Троцкого — фальшивка.
Решающую роль сыграло тяжелейшее положение с продовольствием в Австро-Венгрии, которой без украинского зерна грозил голод. Вернувшись в Брест-Литовск, германская и австро-венгерская делегации 27 января (9 февраля) подписали мир с делегацией Центральной рады. В обмен на военную помощь против советских войск УНР обязалась поставить Германии и Австро-Венгрии до 31 июля 1918 года миллион тонн зерна, 400 млн яиц, до 50 тыс. тонн мяса рогатого скота, сало, сахар, пеньку, марганцевую руду и пр. Австро-Венгрия также взяла на себя обязательство создать автономную Украинскую область в Восточной Галиции.

### Участники переговоров
Украинская Народная Республика
Александр Севрюк (глава делегации), Николай Любинский, Николай Левитский и Сергей Остапенко.
Германская империя
Министр иностранных дел Рихард фон Кюльман и генерал Рейхсвера Макс Гоффманн.
Австро-Венгрия
Министр иностранных дел граф Оттокар фон Чернин.
Болгарское царство
Премьер-министр Васил Радославов, посол в Австро-Венгрии Андрей Тошев, И. Стоянович, Т. Анастасов и П. Ганчев.
Османская империя
Новоизбранный Великий визирь Мехмед Талаат, И. Хакки, А. Нессими и Ахмед Фургач.

## Положения Договора

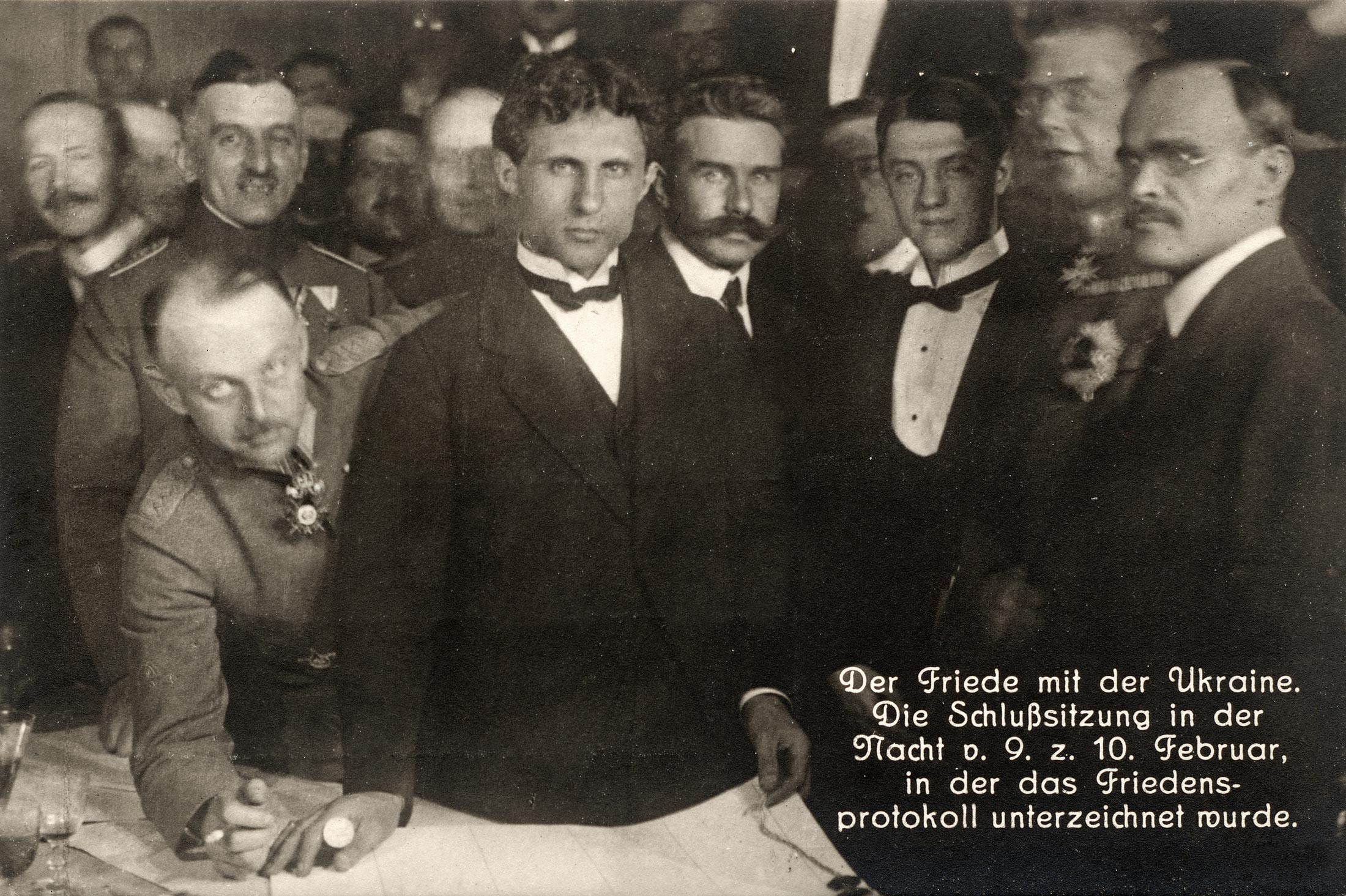
Участники переговоров, слева направо: генерал Бринкманн, Николай Любинский, Николай Левицкий, Александр Севрюк, Макс Гоффманн и Сергий Остапенко.

Договором признавалось, что граница между УНР и Австро-Венгрией будет соответствовать линии границы, существовавшей между Австро-Венгрией и Россией на начало войны, а далее к северу будет проходить через населённые пункты Тарногруд — Билгорай — Щебжешин — Красныстав — Радзынь-Подляский — Мендзыжец-Подляски (территория нынешнего Люблинского воеводства, Польша) — Сарнаки (в современном Мазовецком воеводстве) — Каменец — Пружаны (в современной Брестской области, Белоруссия). Точное прохождение границы предстояло установить смешанной комиссии с учётом этнического состава и пожеланий местного населения(статья 2).
Договором также предусматривалась немедленная эвакуация войск с оккупированных территорий после его ратификации (статья 3), установление дипломатических отношений (статья 4), взаимный отказ от военных компенсаций (статья 5), возвращение военнопленных (статья 6), обмен интернированными гражданскими лицами и возобновление общественных и частных юридических отношений (статья 8).
Австро-Венгрия и УНР также подписали секретное соглашение в отношении Галиции и Буковины. Австро-Венгрия согласилась до 31 июля 1918 предоставить автономные права «коронного края» украинским Галичине и Буковине. Но 4 июля Австро-Венгрия аннулировала это секретное соглашение на основании того, что Украина не поставила Австро-Венгрии то количество зерна, которое она обязалась поставить по соглашению. Считается, что это действие было совершено под польским давлением.
С Советской Россией Четверной союз подписал мирный договор 3 марта 1918 года. Российская сторона согласилась признать мирный договор, подписанный с Украинской Народной Республикой, вывести свои войска с украинской территории, а также прекратить любую агитацию и пропаганду против правительства или государственных учреждений УНР (статья 6).

## Последствия договора

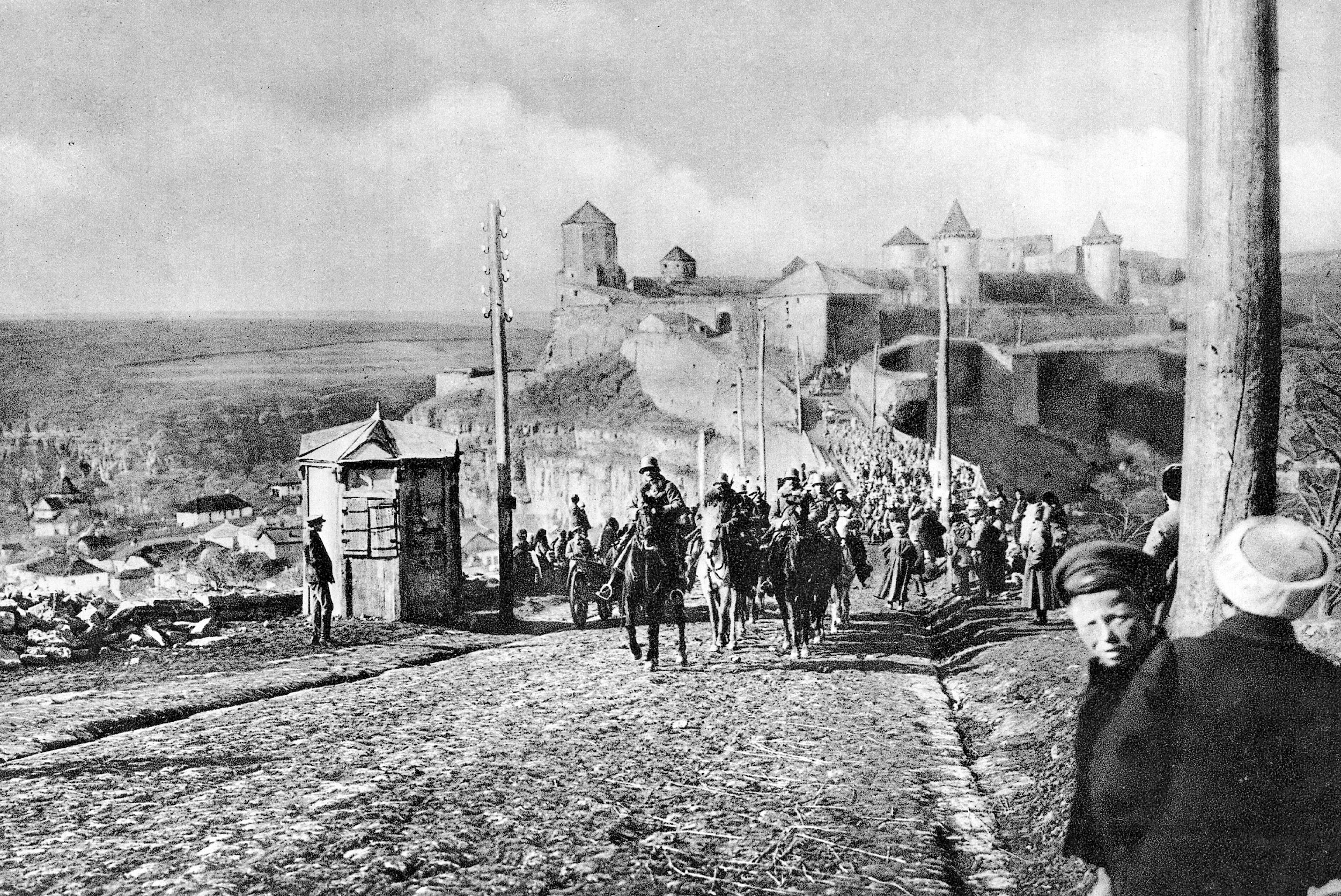
Части австро-венгерской армии входят в Каменец-Подольский

Соглашение немедленно вызвало большую оппозицию среди поляков, особенно австро-венгерских. Польские политические деятели в австрийском парламенте начали поднимать протесты, парализуя работу парламента. Начались забастовки и демонстрации в нескольких городах. Польский Вспомогательный Корпус отказался исполнять австрийские приказы. Хотя австрийское правительство отказалось от нескольких пунктов соглашения, ущерб, который был нанесён польско-австрийским отношениям, был существенным.
Брест-Литовское соглашение позволило УНР воспользоваться военной помощью Германии и Австро-Венгрии в вытеснении советских сил с территории Украины. Германские и австро-венгерские войска заняли всю территорию Украины, а также Крым и часть приграничных районов Советской России. В конце апреля немецкий главнокомандующий войсками на Украине Герман Эйхгорн издал закон о расширении юрисдикции немецких военных судов на граждан Украины. Первая Украинская дивизия была разоружена, и даже двое министров были арестованы немецкой администрацией за похищение местного банкира с целью получения выкупа. В результате, при содействии оккупационной администрации, на проходившем в Киеве (в помещении цирка Крутикова) съезде хлеборобов, Павел Скоропадский был объявлен гетманом Украинской державы. Украинский парламент был распущен.

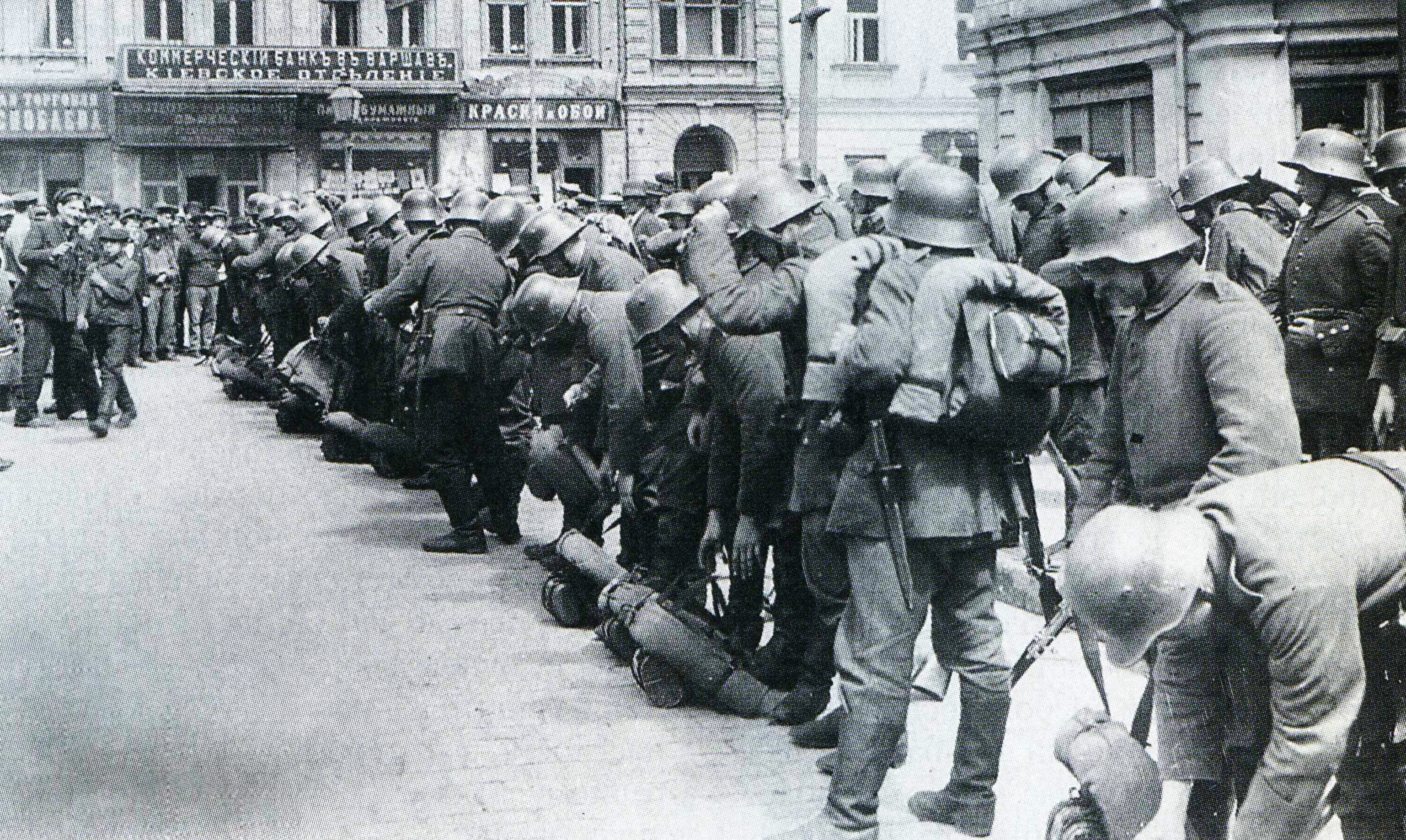
Последствия мира: германские войска под командованием генерала фон Эйхгорна заняли Киев. Март 1918

Когда в ноябре 1918 года Центральные державы потерпели поражение в Первой мировой войне, факт подписания сепаратного мира с ними сослужил плохую службу УНР. Победившая Антанта враждебно относилась к образованиям, заключившим сепаратный мир и вышедшим из войны с её врагами, в том числе рассматривала власти УНР как своих противников.
Рапалльский мир 1922 года между Германией и Советской Россией отменил все Брест-Литовские соглашения. Распад Австро-Венгрии в конце 1918 года автоматически привёл к аннулированию соглашения. Турция также отказалась от него, подписывая другое соглашение уже с УССР в 1922 году. Только Болгария формально никогда не аннулировала этот мирный договор.